# Giro monorraíl

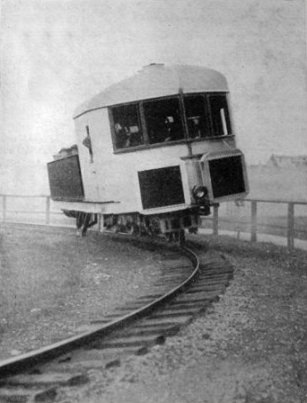
Giromonorraíl de Brennan

Giromonorail, monorail giroscópico o  monorail giroestabilizado, son términos usados para denominar a un vehículo monorraíl que usa la acción giroscópica de un volante de inercia en rotación para evitar el problema de la inestabilidad inherente al equilibrio de un vehículo apoyado sobre un único raíl.
Este tipo de monorraíl está asociado con los nombres de Louis Brennan, August Scherl y Piotr Shilovski, que construyeron prototipos a gran escala durante la primera parte del siglo XX. Otra  versión basada en el mismo principio físico fue desarrollada por Ernest F. Swinney, Harry Ferreira y Louis E. Swinney en los Estados Unidos en 1962.
A pesar de las múltiples tentativas de lograr un monorraíl giroscópico realmente operativo, nunca se ha desarrollado más allá de la etapa de prototipo.

## Características generales
La principal ventaja del monorraíl citada por Shilovsky era la supresión del movimiento de lazo, una limitación de velocidad con la que se enfrentaban los ferrocarriles convencionales por entonces. 
Además, para velocidades equivalentes serían posibles trazados con radios de giro más pequeños (sobre todo, en comparación con los radios de giro de unos 7000 metros para velocidades del orden de 350 km/h, característicos de las vías de los modernos trenes de alta velocidad como el TGV), porque el vehículo se inclinaría automáticamente en las curvas, como lo hace un avión en pleno vuelo cuando cambia de rumbo, de modo que no se experimenta ninguna fuerza centrífuga lateral a bordo.
Un inconveniente importante es que en este tipo de vehículos, todas las unidades remolcadas (incluidas las de pasajeros y las de carga), y no solo la locomotora, requieren un giróscopo constantemente en funcionamiento para mantenerse erguidos.
A diferencia de otros procedimientos para mantener la estabilidad, como el desplazamiento lateral del centro de masas o el uso de una rueda de reacción, el sistema de equilibrio giroscópico es estáticamente estable, de modo que solo es necesario regular su velocidad de avance. La parte activa del sistema de equilibrio se describe con mayor precisión como un oscilador armónico.

## Antecedentes históricos

### Monorraíl de Brennan

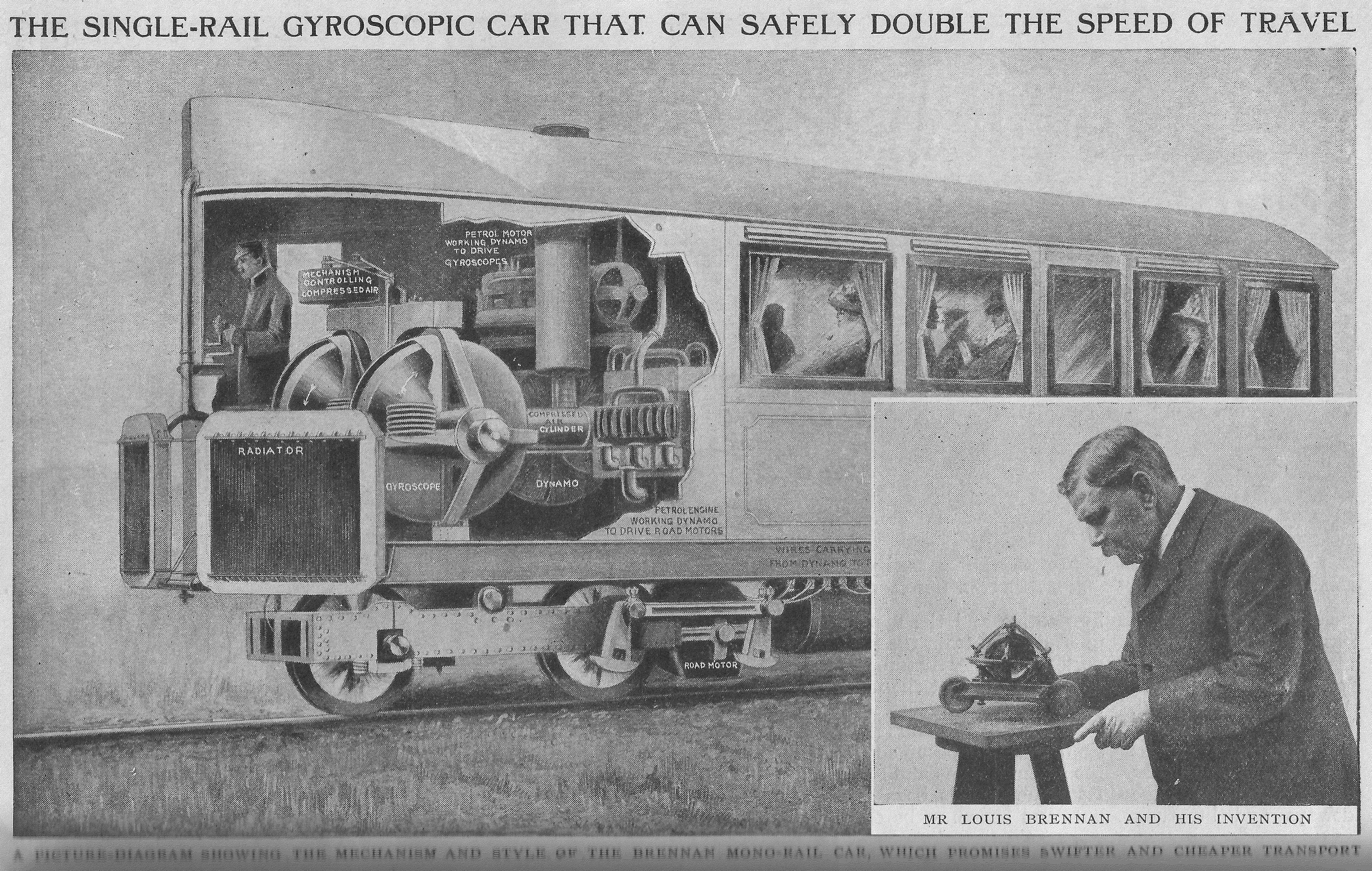
Ilustración de la revista Harmsworth Popular Science mostrando el mecanismo del monorail, junto a una fotografía de Louis Brennan

La imagen adyacente muestra el prototipo del vehículo de 22 toneladas (peso en vacío) desarrollado por Louis Brennan, cuya primera patente presentó en 1903.
Su primer modelo de demostración fue una simple caja de tan solo 30 por 12 pulgadas (762 por 300 mm) conteniendo el sistema de equilibrio. Sin embargo, esto fue suficiente para que el Consejo del Ejército recomendara una suma de 10.000 libras para el desarrollo de un vehículo de tamaño completo, propuesta vetada por su departamento financiero. Sin embargo, el Ejército encontró 2000 libras de varias fuentes para financiar el trabajo de Brennan.
Dentro de este presupuesto, Brennan produjo un modelo más grande, de 6 pies (1.83 m) de largo por 1.5 pies (0.46 m) de ancho, mantenido en equilibrio por dos rotores de giroscopio de 5 pulgadas (127 mm) de diámetro. Este modelo todavía se conserva en el Museo de Ciencias de Londres. La vía por la que se desplazaba el vehículo se instaló en los terrenos de la casa de Brennan en Gillingham (Kent). Consistía en tuberías de gas ordinarias colocadas sobre traviesas de madera, con un puente de cable de cincuenta pies (15.3 m), esquinas afiladas y pendiente hasta de uno por cinco (20 %).
El ferrocarril a escala reducida de Brennan reivindicó en gran medida el entusiasmo inicial del Departamento de Guerra. Sin embargo, la elección en 1906 de un gobierno del Partido Liberal, con políticas de reducción de gastos, paralizó la financiación del Ejército. Sin embargo, la Oficina de la India votó un adelanto de 6000 libras en 1907 con el fin de desarrollar el monorraíl para la región de la Frontera Noroeste, y el Durbar de Cachemira en 1908 adelantó otras 5000 libras. Este dinero casi se había gastado en enero de 1909, cuando la Oficina de la India avanzó otras 2000 libras.
El 15 de octubre de 1909, el automotor se desplazó por primera vez por sus propios medios, llevando a 32 personas alrededor de los talleres. El vehículo tenía una longitud de 40 pies (12.2 m) y una anchura de 10  pies (3m), y con un motor de gasolina de 20 hp (15 kW), desarrollaba una velocidad de 22 mph (35 km/h). La transmisión era eléctrica, con el motor de gasolina impulsando un generador, y un motor eléctrico en cada boje. Este generador también suministraba energía a los motores de giro y al compresor de aire. El sistema de equilibrio utilizaba un servomecanismo neumático, en lugar de las ruedas de fricción utilizadas en el modelo anterior.
Los giróscopos estaban ubicados en la cabina, aunque Brennan planeaba reubicarlos debajo del suelo del vehículo antes de exhibirlo en público, pero la inauguración de la máquina de Scherl le obligó a adelantar la presentación de su monorraíl al día 10 de noviembre de 1909, por lo que no hubo tiempo suficiente para reubicar los giróscopos.
El verdadero debut público para del monorraíl de Brennan fue la Exposición Anglo-Japonesa en el White City de Londres en 1910. El monorraíl transportaba a 50 pasajeros a la vez alrededor de una pista circular a 30 km/h. Los pasajeros, incluido Winston Churchill, mostraron un entusiasmo considerable. El interés fue tal que en Inglaterra y Alemania se produjeron juguetes del monorraíl con una solo rueda, giroestabilizados mediante un mecanismo de relojería. Aunque era un medio de transporte viable, el monorraíl no logró atraer más inversiones. De los dos vehículos construidos, uno se vendió como chatarra y el otro se usó como refugio del parque hasta 1930.
- Wikimedia Commons alberga una categoría multimedia sobre Giro monorraíl.

### El coche de Scherl
Justo cuando Brennan completó las pruebas de su vehículo, August Scherl, un editor y filántropo alemán, anunció una demostración pública del monorraíl giroscópico que había desarrollado en Alemania. El acto tuvo lugar el miércoles 10 de noviembre de 1909 en el Jardín zoológico de Berlín.
 

Monorraíl de Scherl

La máquina de Scherl, también un vehículo de tamaño completo, era algo más pequeña que la de Brennan, con una longitud de solo 17 pies (5.2 m). Podía acomodar a cuatro pasajeros en un par de bancos transversales. Los giróscopos estaban ubicados debajo de los asientos y tenían ejes verticales, mientras que Brennan usaba giróscopos de eje horizontal. El servosistema era hidráulico, y la propulsión era eléctrica. Estrictamente hablando, August Scherl simplemente proporcionó el respaldo financiero. El mecanismo de equilibrio fue inventado por Paul Fröhlich y el vehículo fue diseñado por Emil Falcke.
Aunque fue bien recibido y funcionó perfectamente durante sus demostraciones públicas, no logró atraer un apoyo financiero significativo, y Scherl canceló su inversión.

### El trabajo de Shilovsky
Tras el fracaso de Brennan y Scherl para atraer la inversión necesaria, el desarrollo práctico del giromonorraíl después de 1910 continuó con el trabajo de Piotr Shilovski, un aristócrata ruso que residía en Londres. Su sistema de equilibrio se basaba en principios ligeramente diferentes a los de Brennan y Scherl, y permitía el uso de un giroscopio más pequeño y de rotación más lenta. Después de desarrollar un modelo de monorraíl giroscópico en 1911, diseñó un girocoche que fue construido por Wolseley Motors Limited y probado en las calles de Londres en 1913. En lugar del sistema preferido por Brennan y Scherl, formado por un par de volantes girando en sentido contrario, el diseño de Shilovsky utilizaba un único giróscopo. Esta disposición asimétrica, hacía que el vehículo fuera inestable cuando realizaba giros bruscos a la izquierda. Atrajo el interés del público, pero no una financiación seria.

### Desarrollos posteriores a la Primera Guerra Mundial
En 1922, el gobierno de la Unión Soviética comenzó la construcción de un monorraíl Shilovsky entre San Petersburgo y Tsárskoye Seló, pero los fondos se agotaron poco después de que se iniciara el proyecto.
En 1929, a la edad de 74 años, Brennan también desarrolló un girocoche, rechazado por un consorcio formado por Austin, Morris y Rover, sobre la base de que podían vender todos los automóviles convencionales que construyeran.

## Principios de funcionamiento

### Idea básica
El vehículo corre apoyado sobre un solo raíl convencional, de modo que sin el sistema de equilibrio se caería.

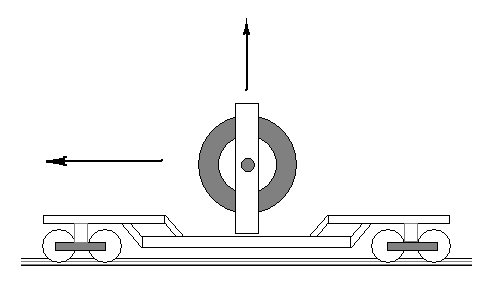
Principio básico de operación: la rotación alrededor del eje vertical causa movimiento alrededor del eje horizontal

Una rueda giratoria está montada en una suspensión cardán, cuyo eje de rotación (el eje de precesión) es perpendicular al eje de rotación. El conjunto se monta sobre el chasis del vehículo, de manera que cuando se halla en equilibrio, el eje de giro del volante de inercia, el eje de precesión y el eje de giro del vehículo son mutuamente perpendiculares.
Si se fuerza el giro del cardán, se produce un movimiento de precesión en el volante de inercia, lo que genera un par de fuerzas que hacen que el mecanismo tenga la posibilidad de enderezar el vehículo cuando está inclinado respecto a la vertical. El volante de inercia muestra una tendencia a alinear su eje de giro con el eje de rotación (el eje del cardán), y es esta acción la que hace rotar todo el vehículo alrededor de su eje de equilibrio.
Idealmente, el mecanismo que aplica los pares de control al cardán debería ser pasivo (una disposición de muelles, amortiguadorres y palancas), pero la naturaleza fundamental del problema indica que esto sería imposible. La posición de equilibrio es con el vehículo en posición vertical, de modo que cualquier perturbación de esta posición reduce la altura del centro de masas, disminuyendo la energía potencial del sistema. Todo lo que devuelva el vehículo al equilibrio debe ser capaz de restaurar esta energía potencial y, por lo tanto, no puede consistir solo en elementos pasivos. El sistema debe contener un servosistema activo de algún tipo.

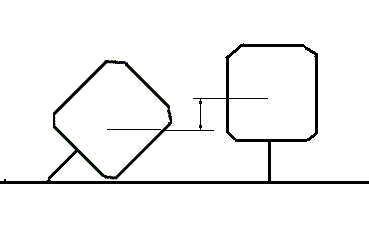
Cambio de la altura del centro de gravedad. (La diferencia de altura que se muestra se ha magnificado). El sistema de equilibrio debe realizar un trabajo en sentido contrario a la gravedad para enderezar el vehículo cuando se inclina

### Cargas laterales
Si las fuerzas laterales constantes fueran resistidas tan solo por la acción giroscópica, el cardán giraría rápidamente en las paradas y el vehículo se caería. De hecho, el mecanismo hace que el vehículo se incline hacia la perturbación, resistiéndola con una componente del peso, con el eje de giro cerca de su posición no desviada.
Las fuerzas laterales de inercia hacen que el vehículo se incline hacia el interior de las curvas. Utilizar un solo giróscopo introduce una asimetría que hará que el vehículo se incline demasiado, o no lo suficiente, como para que la fuerza neta permanezca en el plano de simetría, por lo que las fuerzas laterales se experimentarán a bordo parcialmente.
Para garantizar que el vehículo se incline correctamente en las curvas, es necesario compensar el par de fuerzas giroscópico que se deriva de la velocidad de giro del propio vehículo.
Un giróscopo libre mantiene su orientación con respecto a un sistema de referencia inercial, y los momentos giroscópicos se generan al rotarlo respecto a un eje perpendicular al eje de giro del volante de inercia. Pero el sistema de control desvía el giro con respecto al chasis, y no con respecto a las estrellas fijas. De ello se deduce que el movimiento cabeceo y el de guiñada del vehículo con respecto al espacio inercial introducirá pares giroscópicos adicionales no deseados, que dan lugar a equilibrios insatisfactorios, pero más problemáticamente, causan una pérdida de estabilidad estática cuando se giran en un determinado sentido, o un aumento cuando se gira en el sentido opuesto. Shilovsky encontró este problema con su vehículo de carretera, que por lo tanto no podía hacer giros bruscos hacia la izquierda.
Brennan y Scherl estaban al tanto de este problema, e idearon sus sistemas de equilibrio con pares de giróscopos que rotaban en sentidos opuestos, y que se orientaban en sentidos opuestos. Con esta disposición, todos los movimientos del vehículo con respecto al espacio inercial generan pares de fuerzas iguales y opuestos en los dos giróscopos y, por consiguiente, se cancelan. Con el sistema de doble giróscopo, se elimina la inestabilidad en las curvas y el vehículo se alinea con el ángulo correcto, de modo que no se experimente ninguna fuerza lateral neta a bordo.

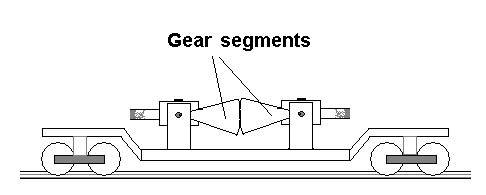
En las curvas, los dos giróscopos que giran en sentido contrario evitan la inestabilidad

Shilovsky afirmó tener dificultades para garantizar la estabilidad con sistemas de dos giróscopos, aunque la razón por la que esto pudiera ser así no está clara. Su solución fue variar los parámetros del bucle de control de acuerdo con la velocidad de giro, para mantener una respuesta similar en los giros en cualquier dirección.
De manera similar, las cargas descentradas hacen que el vehículo se incline hasta que su centro de gravedad se encuentre en la vertical del punto de apoyo. Los vientos laterales hacen que el vehículo se incline hacia ellos, para resistirlos con una componente del peso. Es probable que estas fuerzas de contacto causen más incomodidad que las fuerzas de giro, ya que se traducen en que se experimenten fuerzas laterales netas a bordo.
Las fuerzas en el punto de contacto dan como resultado una desviación del cardán si se utiliza un bucle de Shilovsky. Este a su vez se puede usar como la entrada para un bucle más lento, que desplace el centro de gravedad lateralmente, de modo que el vehículo permanezca en posición vertical en presencia de fuerzas no inerciales sostenidas. Esta combinación de doble giro y desplazamiento lateral del centro de gravedad es el tema de una patente de 1962. Ernest F. Swinney, Harry Ferreira y Louis E. Swinney construyeron un vehículo con un giro lateral de la carga en 1962. Este sistema se llama monorraíl Gyro-Dynamics.

## Posibles ventajas sobre los vehículos de dos raíles
Shilovsky resumió las ventajas del monorraíl sobre los ferrocarriles convencionales. Se han enunciado las siguientes.

### Menores problemas de derecho de paso
La estrecha asociación del vehículo con su único raíl, su capacidad inherente para inclinarse en las curvas y la menor dependencia de las fuerzas de adherencia son factores relevantes para optimizar el trazado de la vía. En principio, se pueden superar pendientes más pronunciadas y curvas más cerradas en comparación con un ferrocarril convencional que depende de la adherencia rueda-carril. Los diseños típicos de las vías para los trenes de alta velocidad tienen un radio de giro de unos 7000 metros, lo que en ocasiones supone un problema para encajar nuevas rutas en los países desarrollados, donde casi toda el terreno es de propiedad individual o corporativa.
En su libro, Shilovsky describe una forma factible de frenado sobre el carril con un monorraíl, pero que alteraría la estabilidad direccional de un vehículo ferroviario convencional. Esto ofrece la posibilidad de obtener distancias de frenado mucho más cortas en comparación con las ruedas convencionales de acero, con una reducción correspondiente en la separación segura entre trenes. El resultado es una mayor ocupación de la vía y una mayor capacidad.

### Coste total reducido del sistema
Si bien es probable que los vehículos individuales sean más costosos, el mayor coste de una obra ferroviaria proviene de la construcción y el mantenimiento de la vía, que debe ser más barato con un solo carril a nivel del suelo.

### Modos de fallo leves
El momento angular en los giroscopios es tan alto, que la pérdida de potencia no presentará un peligro durante una media hora en un sistema bien diseñado.

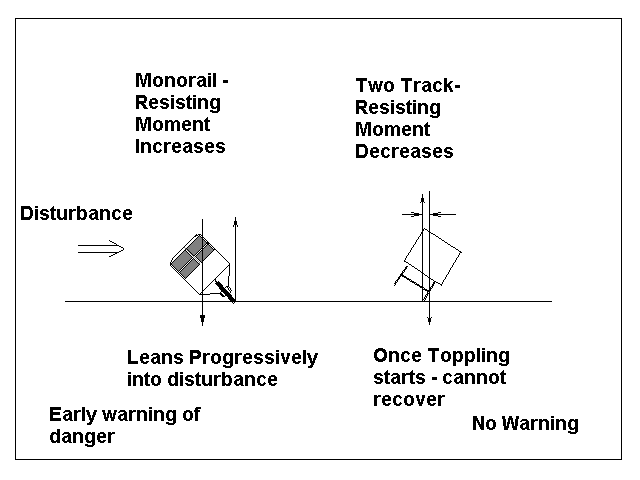
Respuesta de un monorail frente a un ferrocarril con dos raíles

### Peso reducido
Shilovsky afirmaba que sus diseños eran en realidad más livianos que los vehículos equivalentes de doble raíl. La masa del giroscopio, según Brennan, representa entre el 3 y el 5 % del peso del vehículo, que es comparable al peso del bogie ahorrado al usar un diseño de un solo carril.

### Potencial para la alta velocidad
La alta velocidad convencional requiere una vía directa, lo que introduce un problema de derecho de paso en los países desarrollados. Los perfiles de rueda que permiten curvas pronunciadas tienden a sufrir el movimiento de lazo clásico a bajas velocidades. Correr sobre un solo raíl es un medio eficaz para evitar este problema.

### Estabilidad de giro

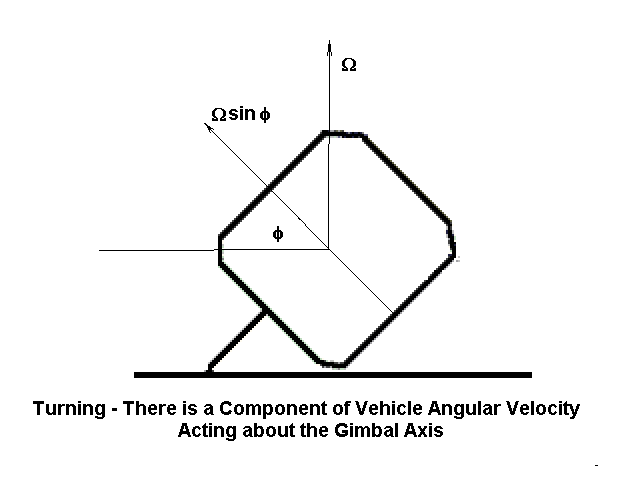
Contribución de la rotación del tren

Considerando que un vehículo recorre una curva horizontal, los problemas más serios surgen si el eje del giróscopo es vertical. Existe una componente de la velocidad de giro {\displaystyle \Omega } que actúa sobre el pivote del cardán, por lo que se introduce un momento giroscópico adicional en la ecuación de equilibrio:
{\displaystyle A{\frac {d^{2}\phi }{dt^{2}}}+H({\frac {d\theta }{dt}}+\Omega \phi )=Wh\phi }
Esto desplaza el ángulo de inclinación de equilibrio para el giro, pero sobre todo, cambia el término constante en la ecuación característica a:
{\displaystyle {\frac {(Wh-H\Omega )k}{AJ}}}
Evidentemente, si la velocidad de giro supera un valor crítico:
{\displaystyle \Omega ={\frac {Wh}{H}}}
el bucle de equilibrado se volverá inestable.
Sin embargo, una rotación idéntica en sentido opuesto cancelará el par de giro que está causando la inestabilidad, y si se le fuerza a adoptar un giro de precesión en la dirección opuesta al primer giro, se producirá un par de control en la misma dirección.
En 1972, la División de Ingeniería Mecánica del Gobierno de Canadá rechazó una propuesta de monorraíl en gran parte basándose en este problema. Su análisis fue correcto, pero restringido en su alcance a sistemas de giróscopos de un solo eje vertical, y no universal.

#### Velocidad de giro máxima
Las turbinas de gas están diseñadas con velocidades perimetrales tan altas como 400 m/s, y operan de manera fiable en miles de aviones en los últimos 50 años. Por lo tanto, una estimación de la masa giroscópica para un vehículo de 10 toneladas, con una altura del centro de gravedad de 2 m, suponiendo una velocidad periférica de la mitad de la que se usa en el diseño de motores a reacción, es de tan solo 140 kg. La recomendación de Brennan de un 3 a un 5 % de la masa del vehículo fue por lo tanto muy conservadora.